# Fourme d'Ambert

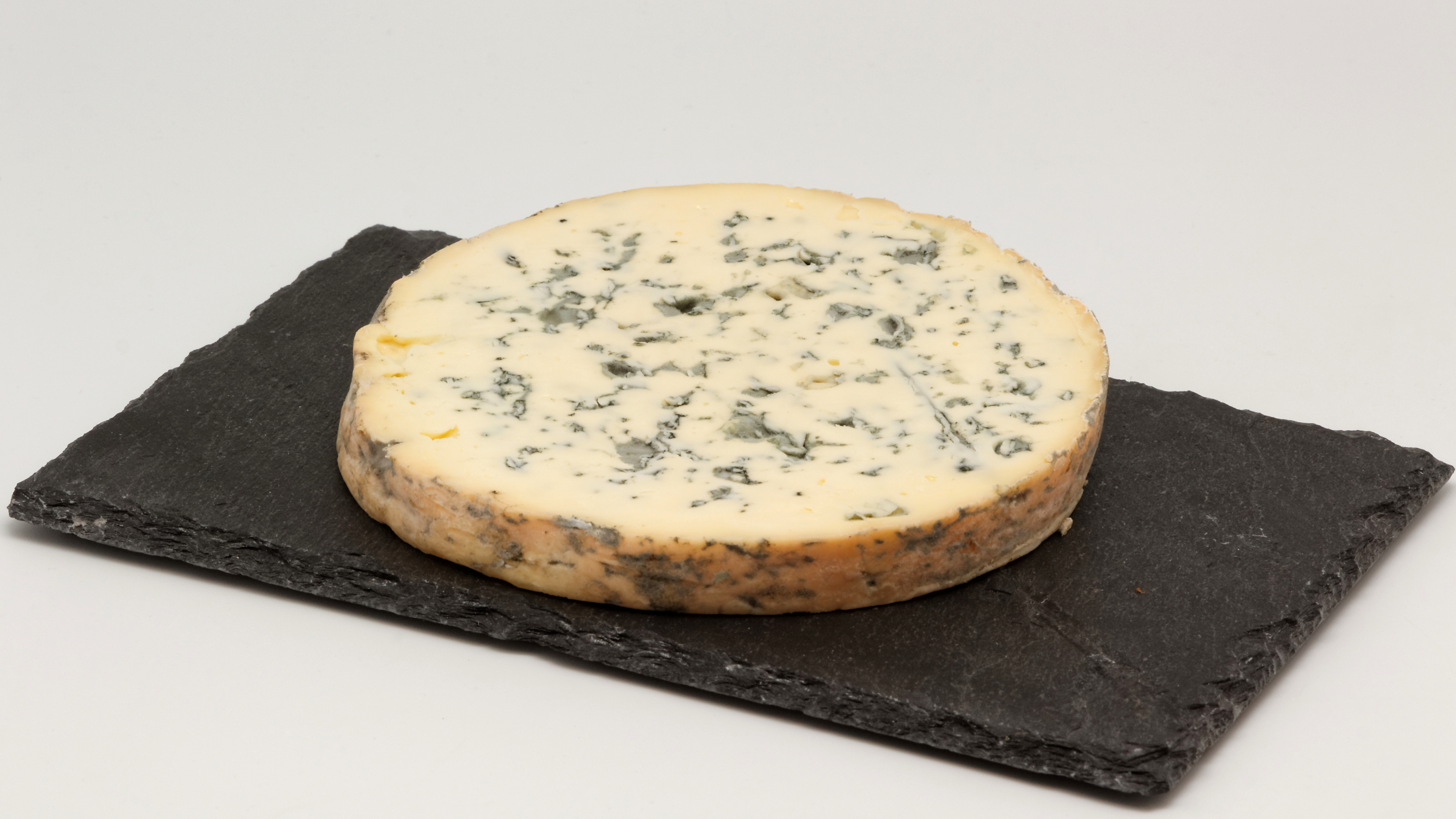
Brânza Fourme d'Ambert

Fourme d'Ambert este  o brânză franceză din lapte de vacă, cu pastă cu mucegai. Se produce în regiunea Forez din Masivul Central, în special în comuna Ambert, al cărei nume îl poartă. Originea brânzei datează din Evul Mediu Timpuriu, când era produsă în cabane de munte denumite „jasseries”.
Se prezintă sub forma unui cilindru, cu diametrul de 12,5-14 cm, înălțimea de 17-21 cm și greutatea între 1,9 și 2,5 kg. Pasta este de culoare albă spre crem, cu mucegai (Penicillium roqueforti) albastru sau verde.
Brânza Fourme d'Ambert face obiectul unei denumiri de origine controlată (AOC) în Franța și al unei denumiri de origine protejată (AOP) în Uniunea Europeană. Zona delimitată a denumirii se întinde pe 800.000 hectare. Producția de Fourme d'Ambert AOP era de 6.000 tone în 2005.